# Albert Fichefet
Albert Modeste Émile François Simon Fichefet (Jemeppe-sur-Sambre, 22 juni 1903 - Luik , 23 augustus 1967) was een Belgisch schutter.

## Levensloop
Fichefet nam deel aan de Olympische Zomerspelen van 1952 te Helsinki. Hij behaalde er een 21e plek in de eindstand op het onderdeel 'trap'. 